# منطقة حمى الثقافية
منطقة حما الثقافية أو بئر حما أو آبار حمى التاريخية، هي موقع تراث عالمي تقع في منطقة نجران جنوب المملكة العربية السعودية. تتضمن المنطقة أكثر من 34 موقعًا يزخر بالنقوش الصخرية والآبار على امتداد أحد أقدم طرق القوافل التي كانت تعبر من جنوب الجزيرة العربية إلى شمالها. تمتدّ منطقة الفن الصخري الثقافي في حِمى على مساحة 557 كم2، وتضمّ 550 لوحة فن صخري تحوي مئات الآلاف من النقوش والرسوم الصخرية التي تصوِّر الصيد والحيوانات والنباتات وأساليب الحياة لثقافة امتدت على 7 آلاف عام دون انقطاع، وتعدّ واحدةً من أكبر مجمعات الفن الصخري في العالم.
في 24 يوليو 2021، أعلنت منظمة الأمم المتحدة للعلوم والتربية والثقافة (اليونسكو) أن منطقة حمى الثقافية موقع تراث عالمي، وبذلك أصبحت سادس موقع في السعودية يُصنف ضمن قائمة مواقع التراث العالمي.

## التسجيل كموقع تراث عالمي
كانت الهيئة العامة للسياحة والتراث الوطني (وزارة السياحة السعودية حاليًّا) قد تقدمت بعشر ملفات لمواقع جديدة لتسجيلها في قائمة التراث العالمي ضمن القائمة الإرشادية المؤقتة لمواقع التراث العالمي في 8 أبريل 2015، وذلك إلى جانب تسعة مواقع أخرى، منها واحة الأحساء التي سُجلت في القائمة الأصلية في يونيو 2018. وفي 24 يوليو 2021، أعلنت منظمة الأمم المتحدة للعلوم والتربية والثقافة (اليونسكو) عن تسجيل الموقع في القائمة الأصلية، ووصفته بـ«موقع ثقافي له قيمة عالمية استثنائية للتراث الإنساني» وذلك خلال اجتماعات الدورة الرابعة والأربعين للجنة التراث العالمي المنعقدة في مدينة فوزهو في جمهورية الصين الشعبية. الموقع هو السادس المُدرج في قائمة مواقع التراث العالمي في السعودية، وقد سبقه تسجيل 5 مواقع هي: موقع الحِجر الذي سُجل في سنة 1429 هـ/ 2008 م، وحي الطريف بالدرعية التاريخية سنة 1431هـ / 2010 م، وجدة التاريخية عام 1435 هـ / 2014 م، ومواقع الفنون الصخرية بمنطقة حائل عام 1436 هـ / يوليو 2015 م، وواحة الأحساء في شوال 1439 هـ / يونيو 2018 م.

## النقوش الصخرية

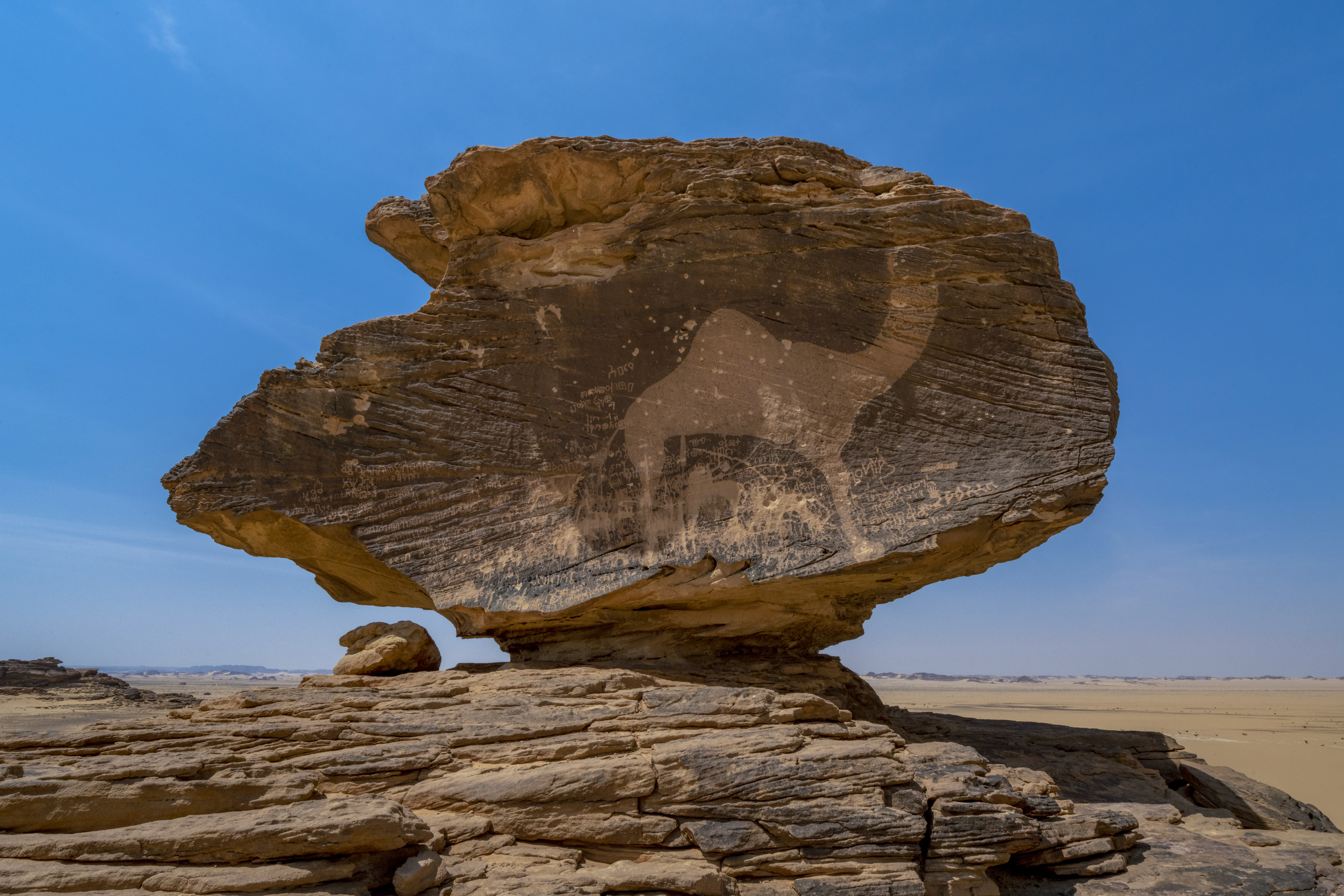
نقوش جبل المواقيع بمنطقة حمى الثقافية

يوجد في المنطقة أكثر من ثلاثة عشر موقعاً تضمّ 550 لوحة فن صخري تحوي مئات الآلاف من النقوش والرسوم الصخرية، التي منها رسوم لمناظر صيد ورعي واشكال آدمية رسمت بأكبر من الحجم الطبيعي، ويلبس العديد منها غطاء على الرأس فيما تبدو لحى الرجال واضحة وحول أعناق الاشكال الآدمية عقود وأطواق فيما يلبس بعض الرجال خلاخيل في أرجلهم ولعلها لإحداث صوت يتناسب مع حركات الرقص والموسيقى، وتقتصر الملابس على لباس قصير عبارة عن إزار يلتفت حول الوسط، وتبدو الأسلحة في المناظر التي تمثل القتال أو الصيد في الغالب على هيئة رماح تزدان أعوادها على الوسط بزخارف وإلى جانب الرماح تظهر في الرسوم تروس وأقواس وسهام، وتوجد رسوم أخرى تظهر فيها السكاكين والأنصال ورسوم صخرية أخرى تمثل مناظر لمجموعات وهي تؤدي رقصات مع الآت موسيقية تشبه الربابة، ويوجد في الموقع العديد من النقوش أشهرها نقش الملك يوسف آسار يثار الموجود ذلك النقش في جبل حماطة، وقد سجل الملك يوسف انتصاره على الأحباش سنة 518م.

### نقش الملك الحميري
من أهم تلك النقوش نقش الملك الحميري يوسف آسار يثأر أخر ملوك حمير والمعروف عند المؤرخين العرب بـ (يوسف ذو نواس) وقد عثر عليه بجبل حماطة، والنقش مؤرخ بسنة 633 بالتوقيت الحميري الموافق سنة 518م .
أمر بكتابة هذا المسند يوسف آسار يثأر ملك سبأ وذوريدان وحضرموت وبمنت داعياً إله السماء والأرض البركة عليه وعلى من معه من الأبناء والأقبال وهو بحمد الله على ما أولاه من النصر على اعدائه أهل نجران وفرسان ومن شايعهم من الأحباش إذ تمكن من هدم كنيستهم بنجران وظفر بقتل 12500 رجل وسبي 11000 ومن الغنائم مائتا ألف رأس من الإبل والغنم والبقر وقام بكتابة هذا النقش القيل شرح إل يقبل والأقيال وشعبهم من كندة ومراد ومذحج فليبارك الرحمن في ابنه شرحبئل يكمل، وليعن اسأر (أي الملك) وبني لهيعثت سادة اليزنيين، وكتب هذا النقش بشهر (ذو المذراء) سنة 633/518م سائلاً الله رب السماوات والأرض أن يحفظ هذا النقش من كل معتدٍ، وليظل اسم الله الرحمان محيطاً به من قدامه وخلفه، وختم النقش بمحمد (أي بالحمد لله رب العالمين).

### نقوش الراقصات

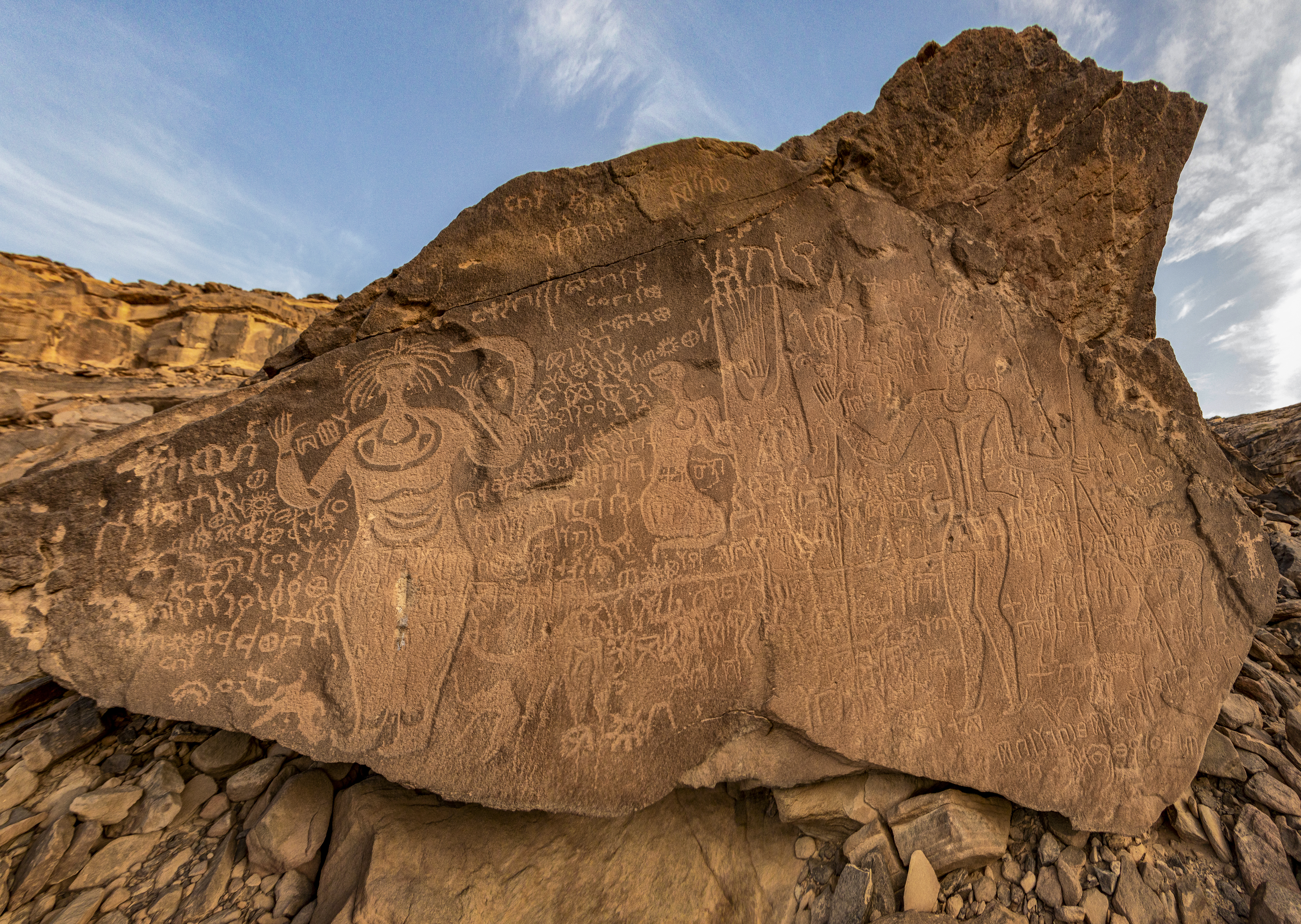
لوحة نقوش الراقصات في المنطقة

من ضمن النقوش لوحة صخرية عملاقة بها عددٌ من الرسومات والكتابات والنقوش الأثرية التي يعود تاريخها إلى 4 آلاف سنة، وبالتحديد إلى العهد البرونزي أو الحديدي، وتضم امرأة راقصة وأخرى عازفة ورجلًا محاربًا، وكذلك العديد من الرموز والنقوش والكتابات والرسومات التي ترمز لبعض المعبودات النجمية والآلهة في ذلك الوقت، ويبلغ ارتفاع اللوحة ما يقارب 3 أمتار، وعرضها 4 أمتار.

### نقوش متنوعة
تحتوي منطقة جبل حما على العديد من المواقع المليئة بالرسوم والنقوش الصخرية، بما فيها الرسوم الآدمية والحيوانية، بالإضافة إلى وجود كتابات بخطوط مختلفة وهي:
- الخط الثمودي وهو ما يعرف بــ (خط البادية).
- خط المسند الجنوبي.
- الخط الكوفي.

كما احتوت منطقة بئر حما على مواقع أخرى متعددة تعود إلى أزمنة حضارية مختلفة كركامات لمقابر وإنشاءات حجرية ذات شكل مستدير.

## المسح الأثري
قامت وكالة الآثار والمتاحف بوزارة المعارف السعودية بمسح أثري لمنطقة النقوش ببئر حما أسفر عن نتائج إيجابية أهمها:
- الحصول على معلومات وفيرة عن المواقع التي تم توثيقها.
- احتوت المواقع على نقوش صخرية امتازت بكثرتها وتنوعها ، يمتد تاريخها من الألف السابع قبل الميلاد إلى الألف الأول قبل الميلاد
- الحصول على معلومات مهمة عن حياة الإنسان في تلك الفترة (7000 ق.م) وحتى (1000 ق.م). ومن المعلومات على سبيل المثال:

1. أن سكان منطقة بئر حما في تلك الفترة قد استأنسوا الكلاب السلوقية.
2. أن السكان أيضًا مارسوا عمليات الصيد باستخدام الأسلحة المتنوعة:( الرماح، العصي، الأقواس، السهام ذات الرؤوس المزدوجة)، ومما اصطادوا:( الأبقار، الجمال، الماعز، النعام، الخراف).[16]

## آبار حمى
تقع المنطقة في أقدم محطة معروفة لتقاضي الرسوم، وتمتد على طريقها 6 آبار صخرية تُعرف باسم آبار حمى، وكانت تمر خلالها القوافل التجارية القادمة من جنوب الجزيرة العربية إلى شمالها من أجل لتزود بالماء. يرجع تاريخها هذه الآبار إلى 3 آلاف عام مضى على الأقل، والتي لا تزال تنضح بالمياه العذبة حتى الآن.

## معرض الصور

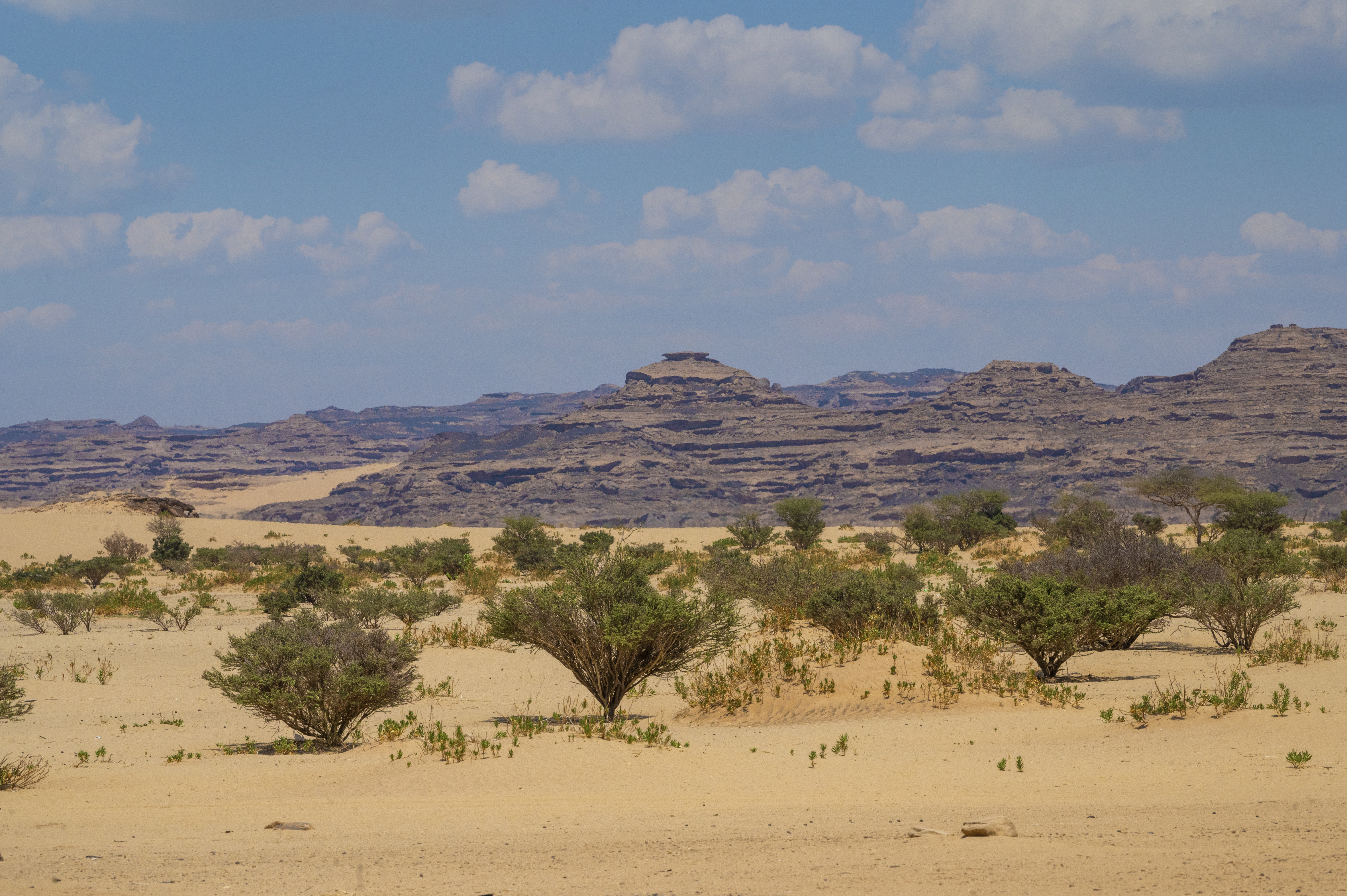
نظرة عامة على المنطقة
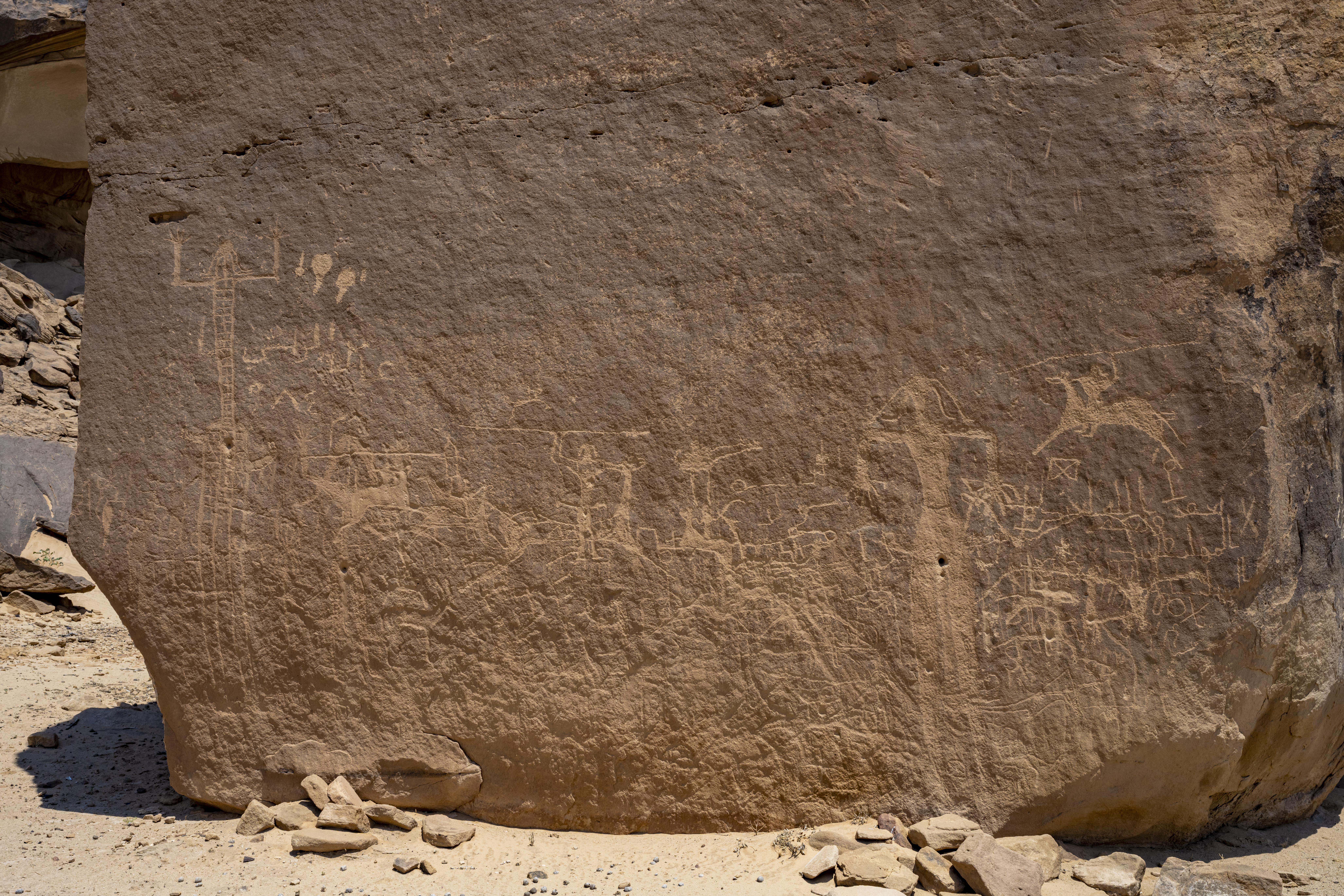
جزء من النقوش الأثرية في المنطقة
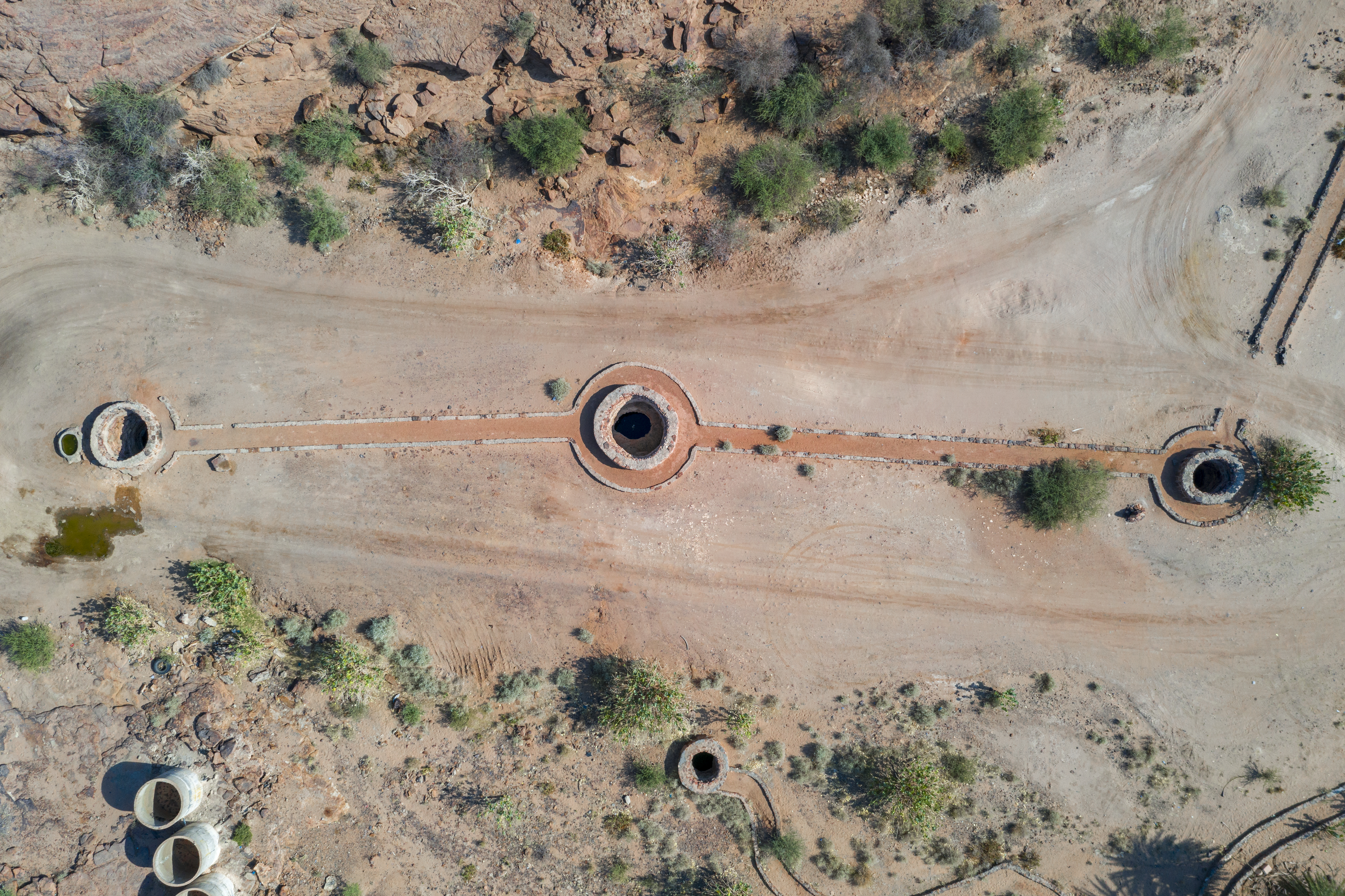
صورة علوية لجزء من آبار حمى في المنطقة
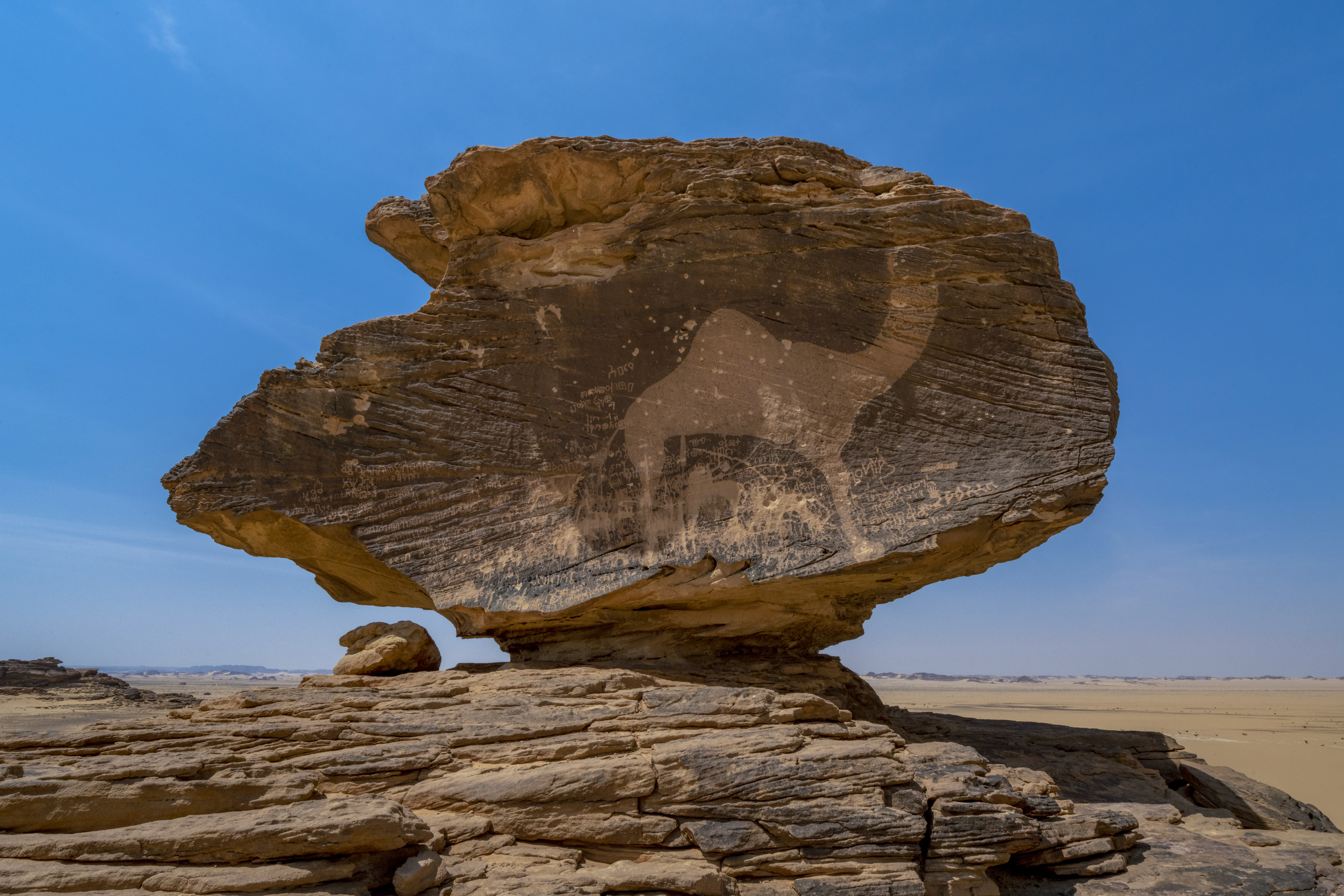
نقوش جبل المواقيع بمنطقة حمى الثقافية
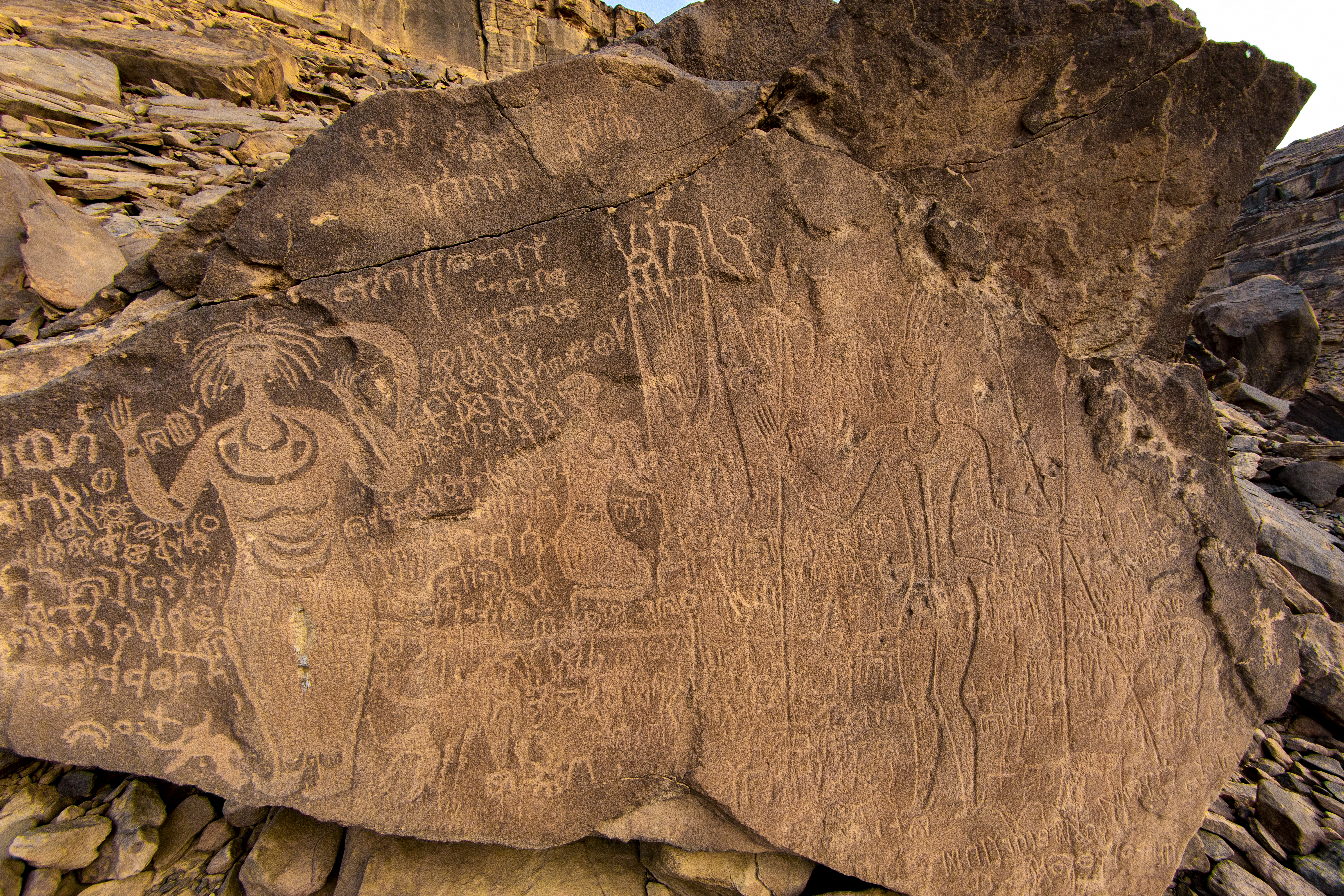
نقوش الراقصات في المنطقة
جزء من نقوش جبل حمى في المنطقة
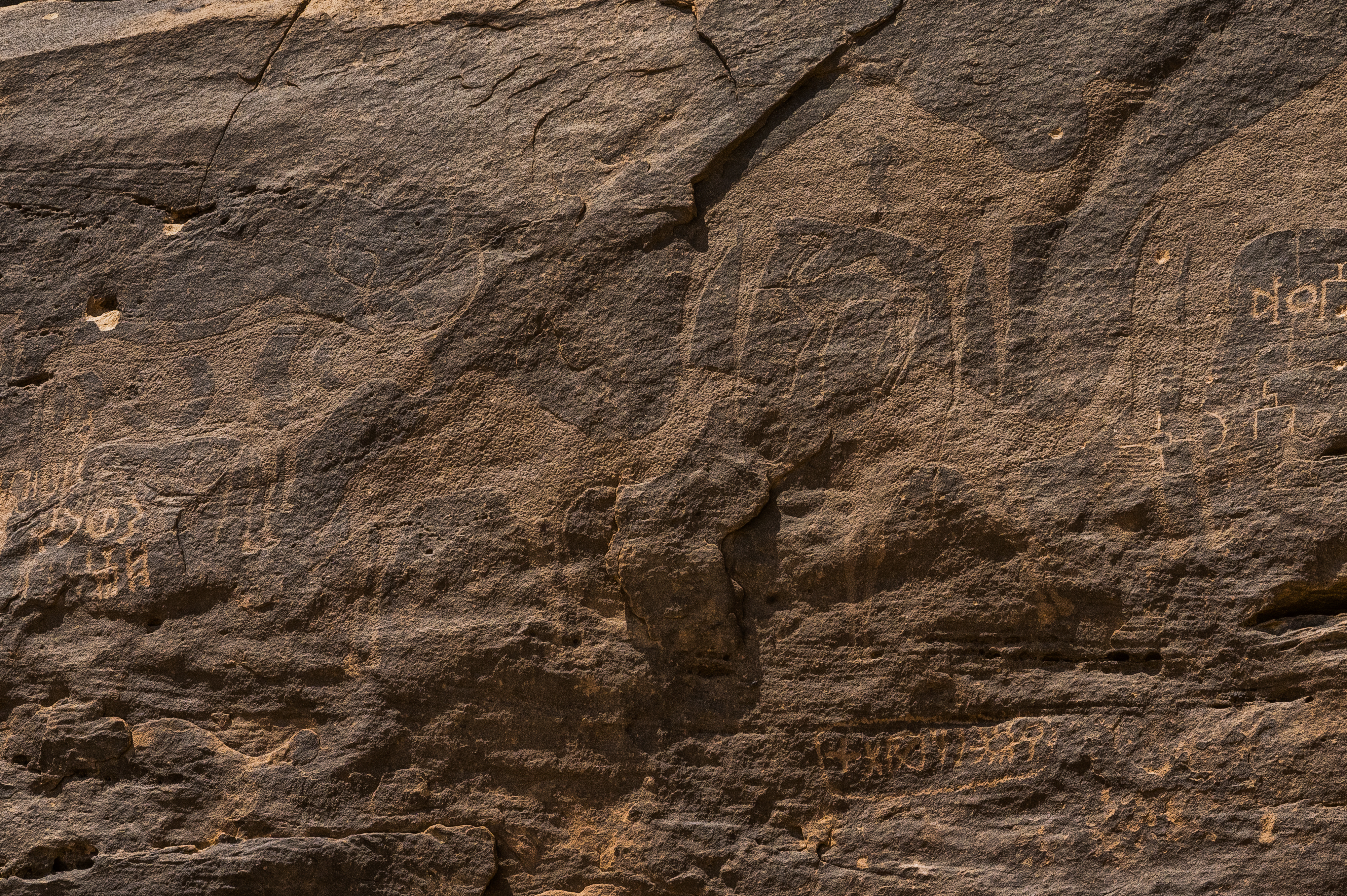
جزء من نقوش شسعا في المنطقة
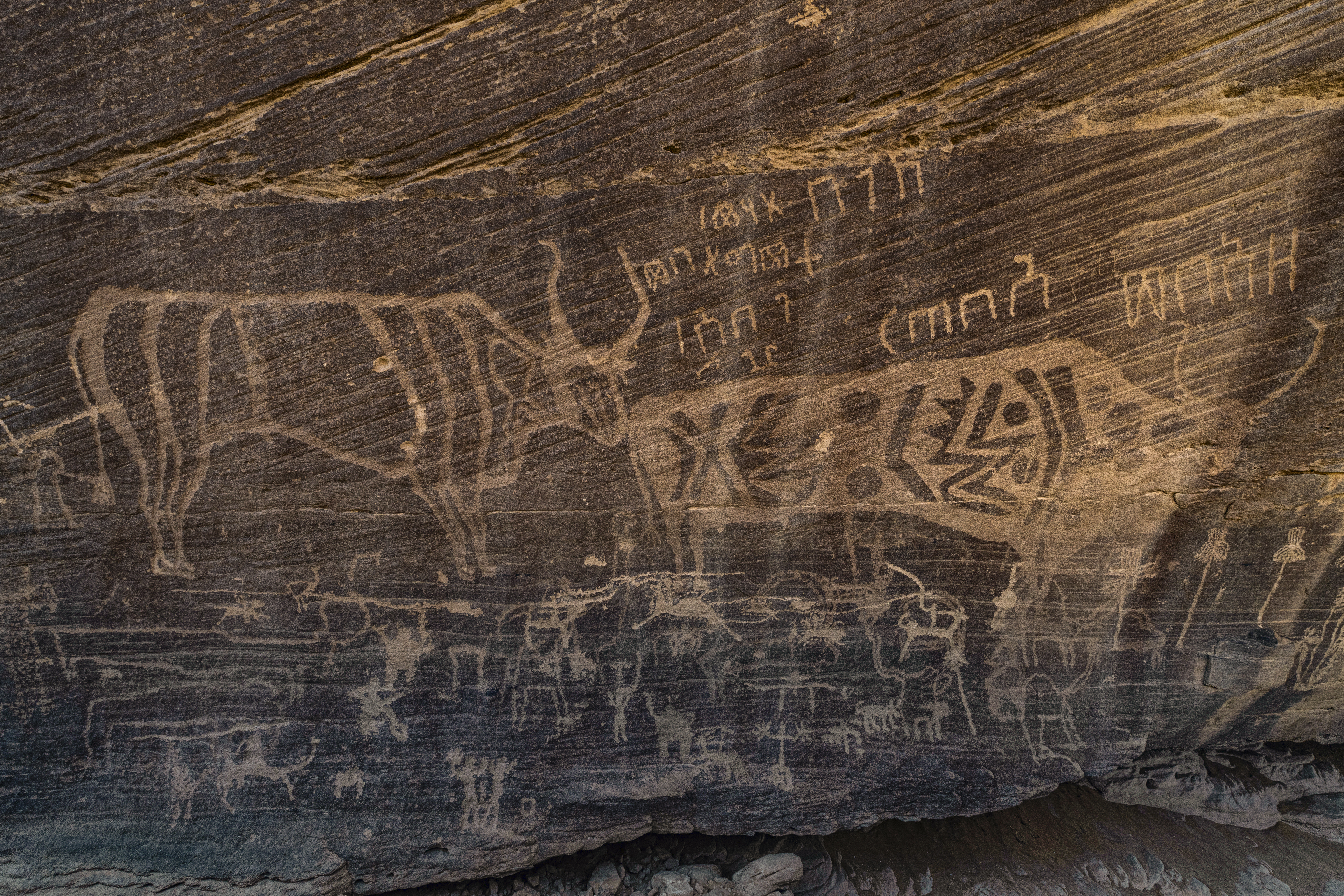
جزء من نقوش منشاف في المنطقة